# '92 Tour EP
92 Tour EP — мініальбом британського рок-гурту Motörhead, що вийшов у листопаді 1992 року на лейблі «Epic Records».

## Список композицій

### 12" LP & CD
| Сторона А | Сторона А        | Сторона А                                | Сторона А           | Сторона А  |
| #         | Назва            | Автор                                    | Оригінальний реліз  | Тривалість |
| --------- | ---------------- | ---------------------------------------- | ------------------- | ---------- |
| 1.        | «Hellraiser»     | Оззі Осборн, Закк Вайлд, Леммі Кілмістер | 1992 ~ March ör Die | 4:36       |
| 2.        | «You Better Run» | Кілмістер                                | 1992 ~ March ör Die | 4:51       |

| Сторона Б | Сторона Б         | Сторона Б                            | Сторона Б          | Сторона Б  |
| #         | Назва             | Автор                                | Оригінальний реліз | Тривалість |
| --------- | ----------------- | ------------------------------------ | ------------------ | ---------- |
| 3.        | «Going to Brazil» | Кілмістер, Берстон, Кемпбелл, Тейлор | 1991 ~ 1916        | 2:29       |
| 4.        | «R.A.M.O.N.E.S.»  | Кілмістер, Бурстон, Кампбелл, Тейлор | 1991 ~ 1916        | 1:27       |

## Учасники запису
Motörhead
- Леммі Кілмістер — фронтмен, бас-гітара
- Філ Кемпбелл — гітара
- Майкл Бьорстон — гітара
- Міккі Ді — ударник, звукова доріжка 1
- Томмі Олдрідж — ударник, звукова доріжка 2
- Філ Тейлор — ударник, звукова доріжка 3 та 4

Технічний персонал
- Ед Стазійм — продюсер («Going to Brazil»)
- Біллі Шервуд — продюсер («Hellraiser»)
- Пітер Соллі — продюсер («Hellraiser»)
- Паул Гемінгсон — звукорежисер («Going to Brazil»)
- Том Флетчер — звукорежисер («Hellraiser»)
- Кейсі Макмакін — звукорежисер («Hellraiser»)
- Стів Голл — мастеринг

## Чарти
| Чарт (1992)      | Позиция |
| ---------------- | ------- |
| UK Singles Chart | 63      |